# Omer Fedi
Omer Fedi (héber: עומר פדי; Tel-Aviv, 2000. március 25. –) izraeli gitáros, zeneszerző és producer. Szerzője volt 24kGoldn és Iann Dior Mood című dalának, Lil Nas X Montero (Call Me By Your Name) kislemezének és Justin Bieber, illetve The Kid Laroi Stay című számának, amelyek mind első helyig jutottak a Billboard Hot 100-on. Ezek mellett a The Kid Laroi és Juice Wrld Go! platina kislemeze, illetve Machine Gun Kelly Tickets to My Downfall albuma, amely első lett a Billboard 200-on, is az ő munkája. Szerepelt az XXL magazin 2020 legjobb hiphop producerei listáján.

## Diszkográfia
| Év   | Cím                       | Előadó            | Feladatkör                                |
| ---- | ------------------------- | ----------------- | ----------------------------------------- |
| 2018 | Ella Mai                  | Ella Mai          | zeneszerző                                |
| 2019 | Hotel Diablo              | Machine Gun Kelly | gitár                                     |
| 2019 | Nothings Ever Good Enough | Iann Dior         | zeneszerző                                |
| 2019 | Industry Plant            | Iann Dior         | zeneszerző                                |
| 2019 | Dropped Out of College    | 24kGoldn          | zeneszerző, producer                      |
| 2020 | Nicotine                  | Trevor Daniel     | producer, dalszövegíró                    |
| 2020 | I'm Gone                  | Iann Dior         | zeneszerző, producer                      |
| 2020 | F*ck Love                 | The Kid Laroi     | zeneszerző, producer                      |
| 2020 | Tickets to My Downfall    | Machine Gun Kelly | basszusgitár, gitár, producer, zeneszerző |
| 2020 | Weird!                    | Yungblud          | gitár, basszusgitár, producer, zeneszerző |
| 2021 | Pink Planet               | Pink Sweats       | gitár                                     |
| 2021 | El Dorado                 | 24kGoldn          | gitár, billentyűk, programozás            |
| 2021 | Montero                   | Lil Nas X         | dalszövegíró, producer, gitár             |

## Filmográfia
| Év   | Cím            | Szerep | For.   |
| ---- | -------------- | ------ | ------ |
| 2021 | Downfalls High | Extra  | [ 13 ] |